# Ribari (Brus)
Ribari (Servisch cyrillisch Рибари) is een plaats in de Servische gemeente Brus. De plaats telt 356 inwoners (2002).